# Линдберг, Магнус
Магнус Густав Адольф Линдберг (швед. Magnus Gustaf Adolf Lindberg; 27 июня 1958, Хельсинки, Финляндия) — финский композитор и пианист.

## Биография
Родился 27 июня 1958 года в Хельсинки, в Финляндии.
Учился в Академии Сибелиуса в Хельсинки (класс Эйноюхани Раутаваары). Со студенческих лет дружит с Эсой-Пеккой Салоненом, в 1977 организовал вместе с ним, Кайей Саариахо и виолончелистом Ансси Карттуненом группу фин. Korvat auki («Открыв уши»), в 1980 — авангардный ансамбль фин. Toimii («Эта штука работает»). Занимался в летней школе в Сиене у Франко Донатони, в Дармштадте у Брайана Фернихоу и Хельмута Лахенмана, на частных курсах в Париже и Берлине.
C 1996 года — профессор композиции в Королевской консерватории Швеции, а с 2003 года — в Академии имени Сибелиуса в Хельсинки.
В 2012 году награждён высшей наградой Финляндии для деятелей искусства — медалью «Pro Finlandia».

## Творчество
Его постсериальная художественная манера близка к спектральной музыке Т.Мюрая и Ж.Гризе. Пишет электронную музыку, использует элементы конкретной музыки.

## Сочинения
- Musik för två pianon (1976)
- Arabesques for flute, oboe, clarinet, bassoon, and horn (1978)
- Quintetto dell' estate for flute, clarinet, violin, cello and piano (1979)
- Molière, ou la Cabale des dévots (1980, музыка к пьесе М. А. Булгакова «Мольер»)
- Linea d’ombra (1981)
- «…de Tartuffe, je crois…» for piano quintet (1981)
- Action-Situation-Signification (1982, по мотивам книги Э. Канетти «Масса и власть»)
- Tendenza for 21 players (1982)
- Ablauf (1983)
- Ground for harpsichord (1983)
- Kraft (1983—1985)
- Metal Work (1984)
- Stroke for cello (1984)
- Faust (1985—1986, радиоопера)
- UR (1986)
- Twine for solo piano (1988)
- Kinetics (1988—1989)
- Marea (1989—1990)
- Joy (1989—1990)
- Moto (1990)
- Steamboat Bill Jr. (1990)
- Jeux d’anches for solo accordion (1990)
- Clarinet Quintet (1992)
- Duo Concertante for solo clarinet and cello (1992)
- Corrente for chamber orchestra (1992)
- Corrente II for symphony orchestra (1992)
- Decorrente (1992)
- Kiri (1993)
- Songs from North and South" for chorus a cappella (1993)
- Coyote Blues for large chamber ensemble (1993)
- Away for solo clarinet (1994)
- Aura (in memoriam Witold Lutoslawki) for orchestra (1994)
- Concerto for piano and orchestra (1994)
- Zungenstimmen (1994)
- Arena for orchestra (1995)
- Arena II for orchestra (1996)
- Engine (1996)
- Related Rocks (1997)
- Cantigas (1997—1999)
- Concerto for cello and orchestra (1999)
- Jubilees for piano (2000)
- Partia for cello solo (2001)
- Dos Coyotes (2002)
- Bubo bubo (2002)
- Bright Cecilia: Variations on a Theme by Purcell for orchestra (2002)
- Chorale for orchestra (2002)
- Concerto for orchestra (2003)
- Mano a mano for guitar (2004)
- Ottoni for brass ensemble (2005)
- Sculpture for orchestra (2005)
- Concerto for violin and orchestra (2006)
- Konzertstück for cello and piano (2006)
- Seht die Sonne for orchestra (2007)
- Trio for clarinet, cello and piano (2008)
- Graffiti for chorus and orchestra (2008-2009)
- EXPO for orchestra (2009)
- Al largo for orchestra (2010)
- Скрипичный концерт № 2 (2015)[3]
- Tempus Fugit (2017)[3]

## Награды
- 1982 — Лауреат Премии ЮНЕСКО,
- 1986 — Премии «Италия»,
- 1988 — Премии Северного Совета,
- 1988 — премии С.Кусевицкого,
- 1992 — премии Королевского филармонического общества,
- 2003 — премии Сибелиуса,
- 2012 — медаль Pro Finlandia